# مایکل دی سانتا
مایکل دِ سانتا (با نام اصلی مایکل تاونلی) یک شخصیت خیالی و یکی از سه شخصیت اصلی قابل بازی، در کنار ترور فیلیپس و فرانکلین کلینتون، در بازی جی‌تی‌ای ۵، هفتمین عنوان اصلی از سری بازی‌های جی‌تی‌ای که توسط راک‌استار گیمز توسعه داده شده است، می‌باشد. مایکل، یک جنایتکار حرفه‌ای و سارق سابق بانک، بازی را در دفتر تحقیقات فدرال (که تقلیدی تخیلی از دفتر تحقیقات فدرال است) در شهر خیالی لس سانتوس آغاز می‌کند، شهری خیالی که بازآفرینی و تقلیدی دقیق از لس آنجلس واقعی است، مکانی که قبلاً در جی‌تی‌ای: سن آندریاس به نمایش گذاشته شده بود. با پیشرفت داستان بازی، مایکل درگیر همان اعمال مجرمانه و سرقت‌هایی می‌شود که نه سال قبل سعی در ترک آنها داشت و مجبور می‌شود به تحریک دیو نورتون، دستیارش در اف‌آی‌بی، و استیو هینز، مأمور آی‌اِی‌اِی، مرتکب جنایات فجیع دیگری شود.
ظاهر مایکل بر اساس ظاهر بازیگر ند لوک است که صداپیشگی و ضبط حرکات این شخصیت را بر عهده داشت. لوک در ابتدا تمایلی به بازی در این نقش نداشت و نمی‌دانست که این نقش برای یک عنوان جی‌تی‌ای است، اما پس از خواندن فیلمنامه، با این تصور که این نقش «فوق‌العاده درخشان» است، موافقت کرد که آن را بازی کند. رفتار و اعمال مایکل بر اساس شخصیت خیالی تونی سوپرانو، گانگستر و نیل مک‌کالی، سارق خیالی، شخصیت اصلی فیلم مخمصه (محصول سال ۱۹۹۵) ساخته شده است که بسیاری از سرقت‌های بازی از آنها الهام گرفته شده‌اند. در حالی که مایکل در طول بازی پوچ‌گرا، بی‌تفاوت و گاهی بی‌رحم نشان داده می‌شود، بعداً پس از اینکه خانواده‌اش او را به دلیل رفتار مجرمانه‌اش ترک می‌کنند، دلسوز و تا حدودی پشیمان نشان داده می‌شود.

## طراحی شخصیت
اعمال و رفتار مجرمانه مایکل عمدتاً از شخصیت خیالی تونی سوپرانو، گانگستر، و همچنین شخصیت خیالی نیل مک‌کالی، سارق، از فیلم مخمصه (محصول سال ۱۹۹۵) گرفته شده است. مایکل که یادآور شخصیت سوپرانو است، به دلیل وابستگی‌هایش، رابطهٔ آشفته‌ای با خانواده‌اش دارد و مرتباً برای حل مشکلاتش با خانواده و زندگی‌اش به یک درمانگر مراجعه می‌کند. مایکل به عنوان نقطه مقابل ترور فیلیپس دیده می‌شود، در حالی که ترور یک قاتل روانی است که تحت تأثیر هوس و عدم کنترل قرار دارد، مایکل یک جنایتکار دقیق و حسابگر و همچنین یک برنامه‌ریز دقیق است که تحت تأثیر خودخواهی‌اش قرار دارد و همین امر مایکل را با دیگر جنایتکاران درگیر می‌کند و نقشه را پیش می‌برد.
تقریباً در اواسط بازی، خانواده مایکل در واکنش به اعمال مجرمانه او و دخالت روزافزونشان در زندگی خانوادگی‌اش، خانه را ترک می‌کنند. پس از این، مایکل افسرده، تا حدودی پشیمان و نگران خانواده‌اش نشان داده می‌شود و متعاقباً برای پیوستن به خانواده‌اش در شهر لس سانتوس رانندگی می‌کند. او بعداً، پس از حملهٔ یک گروه مزدور به خانه‌اش در مأموریت Meltdown، نگرانی بیشتری نسبت به خانواده‌اش نشان می‌دهد.

## استقبال
همانند دو شخصیت قابل بازی دیگر در جی‌تی‌ای ۵، شخصیت مایکل با بازخوردهای مثبتی روبرو شد و راهنمایی‌های او برای فرانکلین کلینتون و بلوغش، به عنوان نیروی متعادل‌کننده در گروه سه نفره، مورد تحسین قرار گرفت. توسعه شخصیت و نویسندگی او از دیگر نقاط مورد تحسین ویژه در طول داستان بازی بود. طراحی شخصیت و مفهوم او به عنوان منحصر به فرد، مثبت ارزیابی شد.